# Бутузов Сергій Михайлович
Сергій Михайлович Бутузов (нар. 10 липня 1909, село Горки-Сухаревські Московського повіту Московської губернії, тепер Московської області — 21 січня 1967, місто Зеленоград біля Москви, Російська Федерація) — радянський державний діяч, 1-й секретар Красноярського крайкому КПРС, 1-й секретар Пензенського обкому КПРС. Кандидат у члени ЦК КПРС у 1952—1961 роках. Депутат Верховної ради Російської РФСР. Депутат Верховної Ради СРСР 4—5-го скликань.

## Життєпис
Народився 27 червня (10 липня) 1909 року. Батько працював ремонтником на залізничній станції Катуар Савеловської залізниці, мати займалася сільським господарством. Батько помер у 1918 році.
Сергій Бутузов навчався в школі селянської молоді. У 1926 році вступив до комсомолу.
У травні 1929—1930 роках — статистик, старший статистик Трудового волосного виконавчого комітету Московської області. З літа до грудня 1930 року — інструктор—статистик Московського обласного статистичного відділу.
У грудні 1930 року навчався на курсах планових працівників при Ленінградському плановому інституті. Після закінчення курсів працював економістом Сталіногорського (тепер — Новомосковського) міського планового відділу.
З листопада 1932 по 1933 рік служив у Червоній армії.
У 1933—1939 роках — економіст, секретар комітету комсомолу (ВЛКСМ), директор школи фабрично-заводського навчання, начальник відділу підготовки кадрів військового заводу № 12 міста Електросталі Московської області.
Член ВКП(б) з травня 1939 року.
У серпні 1939 — січні 1941 року — слухач Промислової академії імені Сталіна в Ленінграді.
У січні 1941 — квітні 1942 року — звільнений секретар партійного бюро цеху, перший заступник секретаря партійного комітету заводу № 12 міста Електросталі Московської області.
У квітні 1942 — червні 1943 року — 2-й секретар Електростальського міського комітету ВКП(б) Московської області.
У червні 1943 — липні 1944 року — слухач Вищої школи партійних організаторів при ЦК ВКП(б).
У липні 1944 — березні 1947 року — 2-й секретар Красноярського міського комітету ВКП(б).
У березні 1947 — 4 квітня 1950 року — 2-й секретар Красноярського крайового комітету ВКП(б).
4 квітня 1950 — 16 серпня 1952 року — 1-й секретар Красноярського крайового комітету ВКП(б).
21 серпня 1952 — 14 серпня 1961 року — 1-й секретар Пензенського обласного комітету КПРС.
У жовтні 1961 — квітні 1963 року — заступник голови Ради народного господарства Пензенського економічного адміністративного району.
У 1963—1964 роках — голова виконавчого комітету Зеленоградскої міської ради народних депутатів на громадських засадах.
У 1964 — січні 1967 року — заступник голови виконавчого комітету Зеленоградскої міської ради народних депутатів на громадських засадах.
Помер 21 січня 1967 року в Зеленограді, похований на місцевому кладовищі

## Нагороди і звання
- орден Леніна (11.07.1959)
- два ордени Трудового Червоного Прапора
- орден «Знак Пошани»
- орден Червоної Зірки
- медаль «За трудову доблесть»
- медалі